# Heterographa mira
Heterographa mira är en fjärilsart som beskrevs av Otto Staudinger 1877. Heterographa mira ingår i släktet Heterographa och familjen nattflyn. Inga underarter finns listade i Catalogue of Life.